# انامباس ایسلند
انامباس ایسلند (به لاتین: Anambas Islands) یک مجمع‌الجزایر در اندونزی است که در جزایر ریائو واقع شده‌است.

## خصوصیات
انامباس ایسلند ۶۳۷٫۱۰ کیلومترمربع مساحت و ۳۷٬۴۹۳ نفر جمعیت دارد.